# Aeroportul Andapa
Aeroportul Andapa (IATA: ZWA, ICAO: FMND) este un aeroport din Madagascar ce deservește zona Andapa.
aeroportul dispune de o singură pistă.